# Terremoto de Pinglu de 1815
El terremoto de Pinglu de 1815 fue un terremoto de una magnitud estimada de 6,8 que golpeó el oeste de Henan y el sur de Shanxi, en el norte de China, el 23 de octubre de 1815. El epicentro estuvo en el condado de Pinglu en el extremo sur de Shanxi, que fue el área más afectada. Tuvo una intensidad máxima sentida de IX en la escala de Mercalli modificada. Causó el derrumbe de muchas casas y viviendas cueva y provocó la muerte de al menos 13.000 personas.

## Entorno tectónico
Shanxi y las provincias cercanas se encuentran a lo largo del sistema de grietas de Shanxi, una zona activa de ruptura dentro de la placa. El sistema de grietas forma los límites sur y este del Bloque Ordos. Esta zona de tectónica extensional es una reacción a la colisión en curso de la Placa India con la Placa Euroasiática. Esto ha provocado la rotación de los bloques de Ordos y China del Norte, lo que ha provocado un desplazamiento de extensión entre ellos. En su extremo suroeste en Shaanxi, el sistema de grietas tiene una tendencia oeste-este. Las rupturas a lo largo de estas fallas han sido la causa de muchos terremotos dañinos, incluidos los terremotos de Hongdong de 1303 y Shaanxi de 1556.

## Terremoto
La magnitud estimada para este terremoto es de alrededor de 6,8. Se cree que el terremoto rompió la falla de Sanmenxia-lingbao, con un mecanismo de falla normal. Un análisis de la evolución de las tensiones después del terremoto de 1303 en Hongdong sugiere que la mayoría de los terremotos en el sistema de grietas pueden explicarse por la transferencia progresiva de tensiones de Coulomb, aunque se considera que el principal terremoto que afectó a la ruptura de 1815 fue el evento de Shaanxi de 1556, en lugar de cualquier otro terremoto que afectó al sistema en el período intermedio.

## Daños
Pinglu sufrió los daños más graves, con el derrumbe de entre el 30% y el 40% de las casas y viviendas cueva. Otras estructuras se vieron igualmente afectadas, como edificios de oficinas, prisiones, almacenes y las murallas de la ciudad. Solo en Maojin se registraron 8.677 muertes. En la ciudad de Ruicheng, los daños fueron limitados, pero las aldeas circundantes resultaron gravemente afectadas y unas 1.600 personas murieron. La parte superior de las murallas de la ciudad se derrumbó en Shanxian, al igual que muchos otros edificios, con 1.340 muertes reportadas. También se informó de daños graves en Xiezhou, Yuxiang, Lingbao, Anyi y Yuncheng.